# André Marchand (Betriebswirtschaftler)

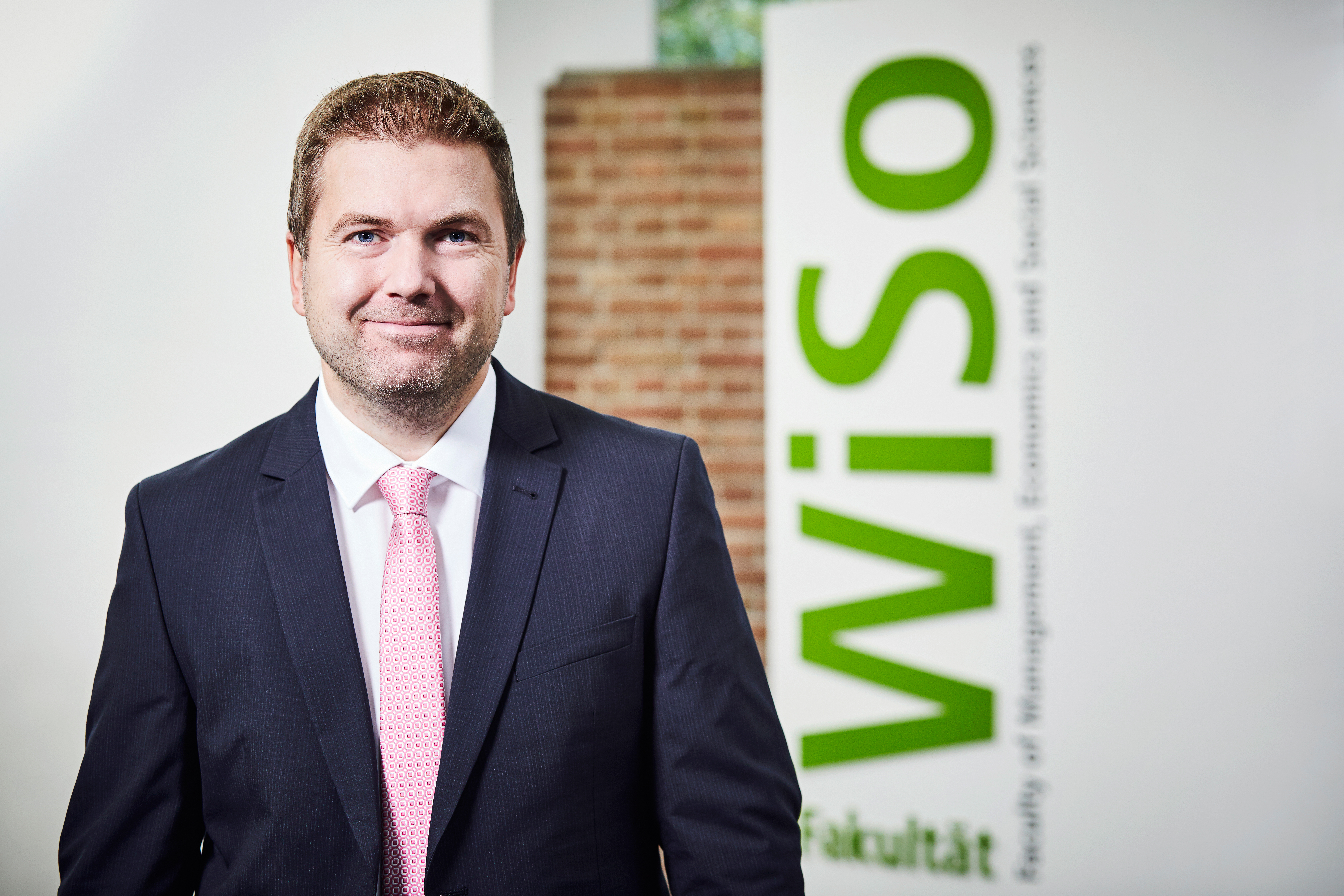
André Marchand (Foto: Lisa Beller)

André Marchand (* 21. Juli 1980) ist ein deutscher Wirtschaftswissenschaftler. Er ist Universitätsprofessor für Betriebswirtschaftslehre, insbesondere Marketing an der Universität Leipzig.

## Leben
André Marchand studierte Betriebswirtschaftslehre an der Universität zu Köln und schloss sein Studium 2006 als Diplom-Kaufmann ab. Er promovierte 2011 als wissenschaftlicher Mitarbeiter bei Thorsten Hennig-Thurau zum Thema „Empfehlungssysteme für Gruppen: Entscheidungsunterstützung für den gemeinsamen Konsum hedonischer Produkte“ an der Bauhaus-Universität Weimar. Seine Promotion wurde von der Deutschen Forschungsgemeinschaft (DFG) gefördert. Anschließend arbeitete er als Assistant Professor an der Westfälischen Wilhelms-Universität Münster, wo er sich 2016 mit einer Habilitationsschrift zum Thema „Entertainment Media Marketing: Key Drivers of Motion Picture and Video Game Success“ habilitierte. Er nahm den Ruf an die Universität zu Köln auf die Professur für Marketing & Digital Environment ab Juni 2017 an. Ab Oktober 2020 nahm er den Ruf an die Universität Leipzig auf die Professur für Betriebswirtschaftslehre, insbesondere Marketing an.

## Forschung
Die Forschungsschwerpunkte von André Marchand liegen in den Bereichen Marketing, Digitale Innovationen und Neue Medien. Er beschäftigt sich außerdem mit dem Marketing von Medienprodukten wie Videospielen und Spielfilmen. Seine Forschungsergebnisse publiziert er regelmäßig in wissenschaftlichen Journalen wie dem Journal of Marketing, International Journal of Research in Marketing, Journal of Service Research, Journal of Retailing und Journal of Interactive Marketing. Er wurde 2013 mit dem Best Paper Award (runner-up) des Journal of Interactive Marketing ausgezeichnet und unterstützt seit 2017 als editorial board member das Journal of Interactive Marketing und seit 2020 auch das Journal of Media Economics.

## Publikationen (Auswahl)
- Fritze, Martin P., André Marchand, Andreas B. Eisingerich, and Martin Benkenstein (2020), “Access-Based Services as Substitutes for Material Possessions: The Role of Psychological Ownership,” Journal of Service Research |doi:10.1177/1094670520907691.
- Marchand, André and Paul Marx (2020), “Automated Product Recommendations with Preference-Based Explanations,” Journal of Retailing doi:10.1016/j.jretai.2020.01.001.
- Eisingerich, Andreas B., André Marchand, Martin P. Fritze, and Lin Dong (2019), “Hook vs. Hope: How to Enhance Customer Engagement Through Gamification,” International Journal of Research in Marketing, 36 (2), 200–214 doi:10.1016/j.ijresmar.2019.02.003.
- AndréMarchand, Thorsten Hennig-Thurau, Caroline Wiertz: “Not all digital word of mouth is created equal: Understanding the respective impact of consumer reviews and microblogs on new product success”. In: International Journal of Research in Marketing. Band 342, 2017, S. 336–354, doi:10.1016/j.ijresmar.2016.09.003. Mit Pressemeldung (auf Deutsch) .
- Marchand, André, Michael Paul, Thorsten Hennig-Thurau, and Georg Puchner (2017), “How Gifts Influence Relationships with Service Customers and Financial Outcomes for Firms,” Journal of Service Research, 20 (2), 105–119. doi:10.1177/1094670516682091. Mit Pressemeldung (auf Deutsch) .
- Marchand, André: “The Power of an Installed Base to Combat Lifecycle Decline: The Case of Video Games”. In: International Journal of Research in Marketing. Band 331, 2016, S. 140–154, doi:10.1016/j.ijresmar.2015.06.006.
- Marchand, André, Thorsten Hennig-Thurau, and Sabine Best (2015), “When James Bond Shows off His Omega: Does Product Placement Affect Its Media Host?” European Journal of Marketing, 49 (9/10), 1666–1685. doi:10.1108/EJM-09-2013-0474
- Marchand, André (2014), “Joint Consumption Challenges in Groups,” Journal of Consumer Marketing, 31 (6/7), 483–493. doi:10.1108/JCM-06-2014-1001
- Marchand, André and Thorsten Hennig-Thurau: “Value Creation in the Video Game Industry: Industry Economics, Consumer Benefits, and Research Opportunities”. In: Journal of Interactive Marketing. Band 273, 2013, S. 141–157, doi:10.1016/j.intmar.2013.05.001.
- Hennig-Thurau, Thorsten, André Marchand, and Barbara Hiller (2012), “The relationship between reviewer judgments and motion picture success: re-analysis and extension,” Journal of Cultural Economics, 36 (3), 249–283. doi:10.1007/s10824-012-9172-8
- Hennig-Thurau, Thorsten, André Marchand, and Paul Marx (2012), “Can Automated Group Recommender Systems Help Consumers Make Better Choices?” Journal of Marketing, 76 (5), 89–109. doi:10.1509/jm.10.0537